# NGC 7694
NGC 7694 је галаксија у сазвежђу Рибе која се налази на NGC листи објеката дубоког неба.
Деклинација објекта је - 2° 42' 13" а ректасцензија 23h 33m 16,1s. Привидна величина (магнитуда) објекта NGC 7694 износи 13,4 а фотографска магнитуда 14,0. NGC 7694 је још познат и под ознакама MCG -1-60-4, PGC 71728.